# Bahnstrecke Étiveau–Montchanin
| Bahnhof Montchanin, Blick gen Osten, Mai 2018 |                      |                                                                  |                                                                  |
| Streckennummer (SNCF): | 771 000              |                                                                  |                                                                  |
| Kursbuchstrecke: | 88                   |                                                                  |                                                                  |
| Streckenlänge: | 25,2 km              |                                                                  |                                                                  |
| Spurweite: | 1435 mm (Normalspur) |                                                                  |                                                                  |
| Maximale Neigung: | 20 ‰                 |                                                                  |                                                                  |
| Zweigleisigkeit: | ursprünglich ja      |                                                                  |                                                                  |
| |                      |                                                                  |                                                                  |
| \| \| \| Bahnstrecke Cluny–Châlon-sur-Saône von Cluny \| \| \| \| 87,1 0,0 \| Saint-Gengoux (Keilbahnhof) \| Saint-Gengoux (Keilbahnhof) \| \| \| 89,9 2,7 \| Étiveau \| 244 m \| \| \| \| Bahnstrecke Cluny–Châlon-sur-Saône n. Chalon \| \| \| \| \| Viaduc de Crainseny (246 m) \| 272 m \| \| \| 5,9 \| Culles \| 298 m \| \| \| 6,8 \| Tunnel de Champagne (1135 m) \| ~340 m \| \| \| \| \| \| \| \| ~12,4 \| Combs-la-Ville–Saint-Louis von Marseille und D 983 (ehem. N 483) \| Combs-la-Ville–Saint-Louis von Marseille und D 983 (ehem. N 483) \| \| \| \| \| \| \| \| 12,7 \| Genouilly \| 251 m \| \| \| 15,7 \| Le Puley \| 261 m \| \| \| ~20,2 \| Brennon Viaduc des Fiolles (118 m) \| Brennon Viaduc des Fiolles (118 m) \| \| \| ~20,4 \| \| \| \| \| ~20,8 \| Viaduc de Montsarin (149 m) \| Viaduc de Montsarin (149 m) \| \| \| ~21,8 \| Tunnel de Poluzot (740 m) \| Tunnel de Poluzot (740 m) \| \| \| ~23,4 \| \| \| \| \| 24,3 \| Saint-Laurent-d’Andenay \| 320 m \| \| \| ~25,2 \| Canal du Centre (60 m) \| Canal du Centre (60 m) \| \| \| ~25,4 \| N 80 \| N 80 \| \| \| \| Bahnstrecke Nevers–Chagny von Chagny \| \| \| \| \| Combs-la-Ville–Saint-Louis nach Paris-Lyon \| \| \| \| 27,9 133,3 \| Montchanin \| 322 m \| \| \| \| Bahnstrecke Le Coteau–Montchanin nach Paray \| \| \| \| \| Bahnstrecke Nevers–Chagny nach Nevers \| \| |                      |                                                                  |                                                                  |
| |                      | Bahnstrecke Cluny–Châlon-sur-Saône von Cluny                     |                                                                  |
| Bahnhof (Strecke außer Betrieb) | 87,1 0,0             | Saint-Gengoux (Keilbahnhof)                                      | Saint-Gengoux (Keilbahnhof)                                      |
| Haltepunkt / Haltestelle (Strecke außer Betrieb) | 89,9 2,7             | Étiveau                                                          | 244 m                                                            |
| Abzweig geradeaus und nach rechts (Strecke außer Betrieb) |                      | Bahnstrecke Cluny–Châlon-sur-Saône n. Chalon                     | Bahnstrecke Cluny–Châlon-sur-Saône n. Chalon                     |
| Brücke (Strecke außer Betrieb) |                      | Viaduc de Crainseny (246 m)                                      | 272 m                                                            |
| Bahnhof (Strecke außer Betrieb) | 5,9                  | Culles                                                           | 298 m                                                            |
| Tunnel (Strecke außer Betrieb) | 6,8                  | Tunnel de Champagne (1135 m)                                     | ~340 m                                                           |
| |                      |                                                                  |                                                                  |
| Strecke von links · Strecke quer | ~12,4                | Combs-la-Ville–Saint-Louis von Marseille und D 983 (ehem. N 483) | Combs-la-Ville–Saint-Louis von Marseille und D 983 (ehem. N 483) |
| |                      |                                                                  |                                                                  |
| Strecke · Bahnhof (Strecke außer Betrieb) | 12,7                 | Genouilly                                                        | 251 m                                                            |
| Strecke · Bahnhof (Strecke außer Betrieb) | 15,7                 | Le Puley                                                         | 261 m                                                            |
| Strecke · Brücke (Strecke außer Betrieb) | ~20,2                | Brennon Viaduc des Fiolles (118 m)                               | Brennon Viaduc des Fiolles (118 m)                               |
| | ~20,4                |                                                                  |                                                                  |
| Brücke (Strecke außer Betrieb) · Strecke | ~20,8                | Viaduc de Montsarin (149 m)                                      | Viaduc de Montsarin (149 m)                                      |
| Tunnel (Strecke außer Betrieb) · Strecke | ~21,8                | Tunnel de Poluzot (740 m)                                        | Tunnel de Poluzot (740 m)                                        |
| | ~23,4                |                                                                  |                                                                  |
| Haltepunkt / Haltestelle (Strecke außer Betrieb) | 24,3                 | Saint-Laurent-d’Andenay                                          | 320 m                                                            |
| Brücke über Wasserlauf (Strecke außer Betrieb) | ~25,2                | Canal du Centre (60 m)                                           | Canal du Centre (60 m)                                           |
| | ~25,4                | N 80                                                             | N 80                                                             |
| Kreuzung geradeaus oben · Abzweig geradeaus und von rechts |                      | Bahnstrecke Nevers–Chagny von Chagny                             | Bahnstrecke Nevers–Chagny von Chagny                             |
| Strecke nach rechts · Strecke |                      | Combs-la-Ville–Saint-Louis nach Paris-Lyon                       | Combs-la-Ville–Saint-Louis nach Paris-Lyon                       |
| Bahnhof | 27,9 133,3           | Montchanin                                                       | 322 m                                                            |
| Abzweig geradeaus und nach links |                      | Bahnstrecke Le Coteau–Montchanin nach Paray                      | Bahnstrecke Le Coteau–Montchanin nach Paray                      |
| |                      | Bahnstrecke Nevers–Chagny nach Nevers                            |                                                                  |

Die Bahnstrecke Étiveau–Montchanin war eine 27,9 km lange, eingleisige Nebenbahnstrecke in Frankreich. Sie stellte eine Nord-Süd-Verbindung her zwischen der Bahnstrecke Cluny–Châlon-sur-Saône im Süden mit Montchaninim Norden, wo sich die beiden Hauptbahnstrecken Nevers–Chagny und Le Coteau–Montchanin gabelten. Sie liegt vollständig im Département Saône-et-Loire. Das Streckenprofil ist mit 20 ‰ nur wenig geneigt. Im 1135 m langen Tunnel de Champagne befindet sich der Scheitelpunkt. Heute verläuft die Hochgeschwindigkeits-Gleistrasse der LGV Sud-Est streckenweise parallel zur alten Nebenbahntrasse.

## Geschichte

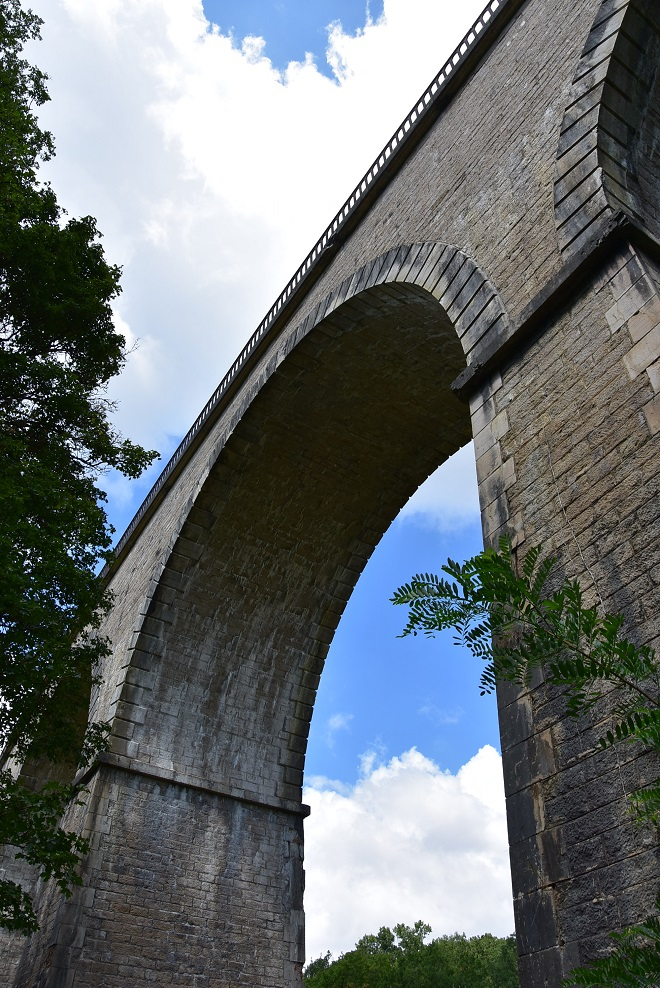
Crainseny-Viaduc, Sommer 2022

Initiatoren waren die Herren Parent-Pecher und die Gebrüder Riche aus Brüssel, die am 26. August 1873 eine entsprechende Konzessionsvereinbarung mit der Regierung des Départements unterzeichneten, jedoch zum 8. Januar 1874 aufgrund finanzieller Schwierigkeiten das Geschäft aufgaben. Die Entstehung der Strecke ist dem Freycinet-Plan von 1879 zu verdanken, der eine flächendeckende Vernetzung von Eisenbahnstrecken vorsah. Dadurch kamen die Pläne des Baus zur Umsetzung. Ursprünglich war sie als Abzweigung nach Montchanin der angedachten Verbindung Roanne–Chalon-sur-Saône geplant. Zusammen mit der von ihr abzweigenden Bahnstrecke Cluny–Châlon-sur-Saône wurde sie im Juli 1880 von der Compagnie des chemins de fer de Paris à Lyon et à la Méditerranée (PLM) übernommen.
Am 15. Juni 1889 ging die Strecke in Betrieb. Auf der eingleisigen Strecke wurden nur Züge eingesetzt, die an allen Stationen hielten. Das Verladen von Gütern mit entsprechend langen Aufenthaltszeiten der aus Personen- und Güterwagen (Train mixte) gemischten Züge machten das Reisen unattraktiv, weil die Fahrt immerhin zwischen 45 und 65 Minuten dauerte. Schon vor der Übernahme der Strecke durch die SNCF 1938 wurde auf zwei Zugpaare täglich reduziert und im Juli des Folgejahres für den Personentransport ganz eingestellt. Busse übernahmen diese Funktion.
| Abschnitt             | Länge | Schließung    |
| --------------------- | ----- | ------------- |
| Le Puley–Montchanin   | 12,2  | August 1940   |
| Saint-Gengoux–Etiveau | 2,7   | bis Ende 1941 |
| Genouilly–Le Puley    | 3,0   | 20. Juli 1943 |
| Etiveau–Genouilly     | 10,0  | 7. April 1969 |

Während des Zweiten Weltkriegs querte die Demarkationslinie, die das Freie Frankreich mit dem durch die Deutschen besetzte Landesteil trennte, den Streckenverlauf; es gab aber keine unmittelbaren Kriegseinwirkungen. Der Güterverkehr wurde schrittweise eingestellt (s. Tabelle) und lief bis 1969. Danach wurde die Strecke zum 29. Oktober 1970 rasch entwidmet und 1980 vollständig abgebaut. Heute ist die Trasse völlig zerstört. Zahlreiche Flächen wurden überbaut. An nur wenigen Stellen kann heute noch auf die ehemalige Verwendung der Flächen geschlossen werden. Der Bau der ersten französischen Schnellfahrstrecke LGV Sud-Est Anfang der 1980er Jahre, die in diesem Bereich die alte Trasse mehrfach kreuzt, zerstörten sie endgültig. Mehrere Viadukte sowie die beiden Tunnel sind noch erhalten und intakt. Die Unterwegsbahnhöfe sind privatisiert worden oder wurden abgerissen.
Die bedeutendsten Einzelbauwerke sind der Tunnel de Champagne und das Viaduc de Crainseny. Dieses knapp 250 m lange Brückenbauwerk überspannt das gleichnamige Tal, in dem kein nennenswerter Wasserlauf zu finden ist, um von dem südöstlich gelegenen Fôret communale de Saint-Boil zum Grands Bois zu gelangen. 16 Bögen mit je 12 Meter Durchlassbreite und 20 Meter Höhe spannen sich in leichter Kurvenlage. Der Übergang ist heute für Fußgänger und Radfahrer nutzbar.